# Darracq

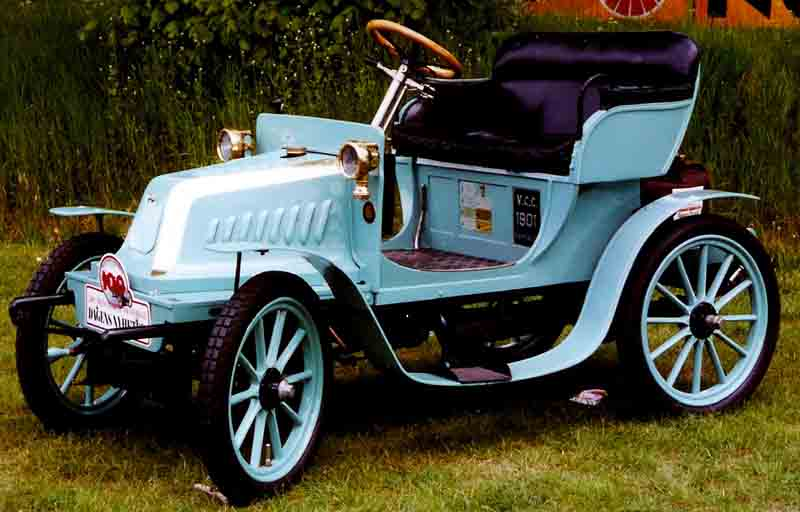
Дарракк мощностью 6,5 л.с. 1901 года выпуска

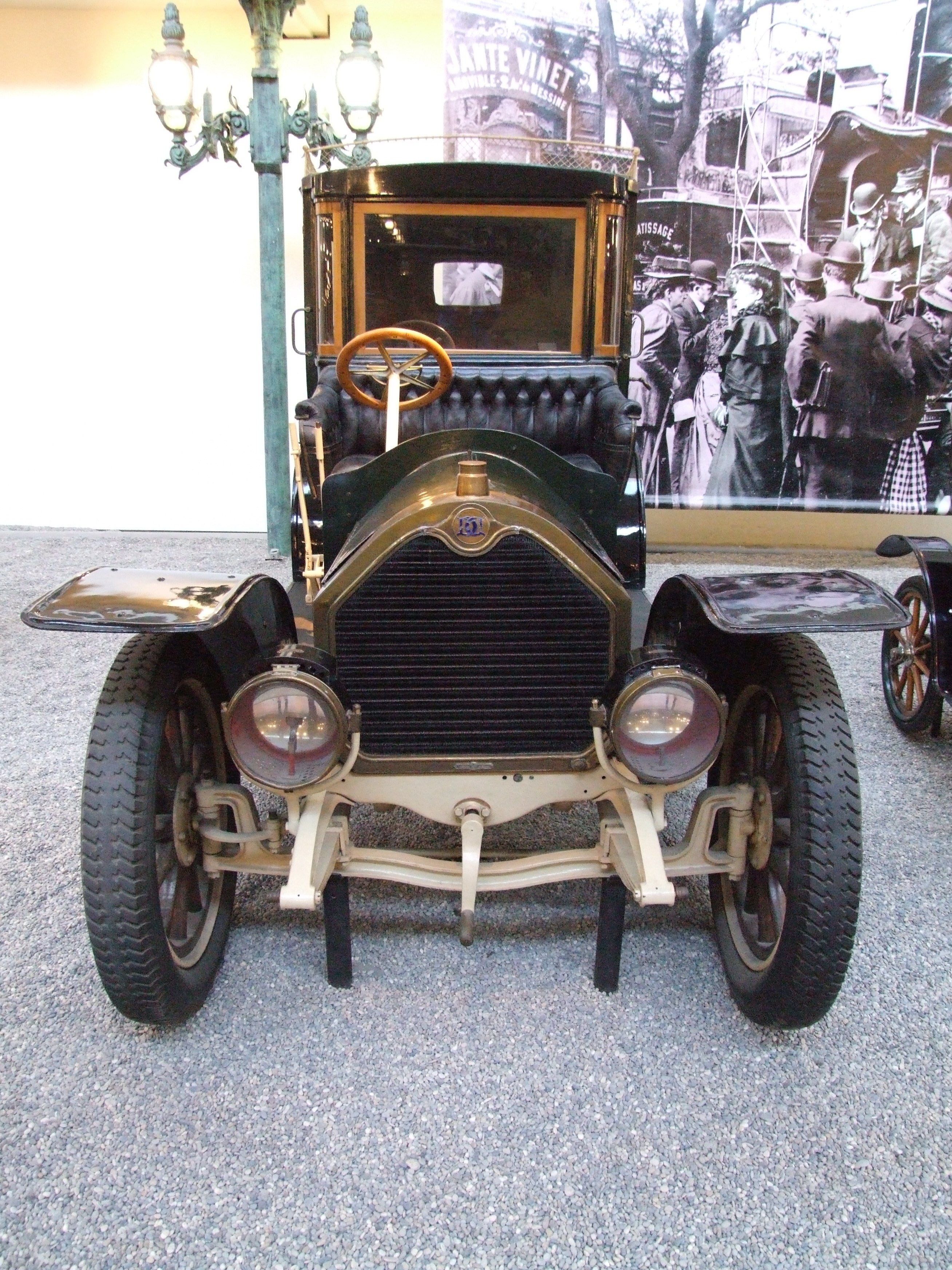
Дарракк Купэ Шофёр, модель SS 20/28, 1907 года выпуска, 4 цилиндра, 21.0 кВт, 4728 см^{3}, 70 км/ч

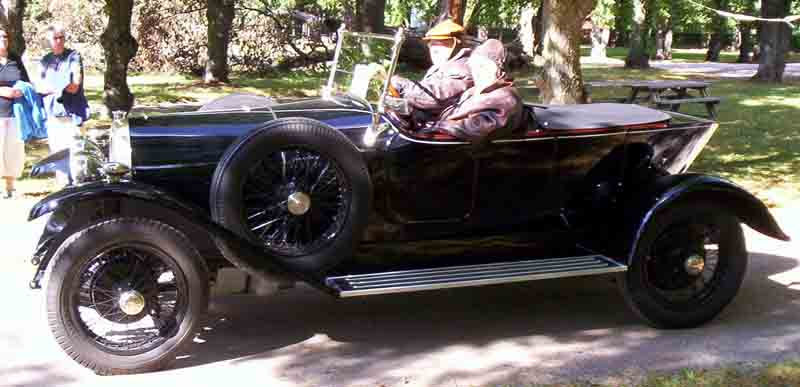
Дарракк 1924 года выпуска

Автомобили Даррак (фр. Automobiles Darracq S.A.) — фирма, бывший французский производитель автомобилей, основанная в 1896 году французом Александром Дарракком (Alexandre Darracq).
Продав свою велосипедную фабрику «Гладиатор», Дарракк получил необходимые финансовые средства для организации собственного автомобильного бизнеса в предместье Парижа — Сюрене. Компания выпускала автомобили с электромотором до 1900 года, когда была создана модель с двигателем внутреннего сгорания. С удачной моделью 1904 года, прозванной «Летающая пятнашка», компания заняла около 10 % французского авторынка. Тогда же складывается тесное партнёрство с фирмой Opel с целью производства автомобилей под маркой «Opel-Darracq».
Три года спустя, в 1905 году, компания открывает подразделение в Великобритании со стартовым капиталом в 650 тыс. фунтов стерлингов. Год спустя, в 1906 году, компания открывает филиал и в Италии — в городке Портелло (тогда пригород Милана).
По различным причинам, бизнес Итальянского автомобильного общества Дарракка (Società Italiana Automobili Darracq — SIAD) не был успешным и в 1909 году производство было перемещено в Ломбардию. Новая инициатива Дарракка получила наименование «Акционерная автомобильная фабрика Ломбардии» (Anonima Lombarda Fabbrica Automobili — A.L.F.A.) впоследствии ставшая известной как Альфа Ромео (Alfa Romeo).
В 1907 году Даррак открыл испанский филиал своей компании в Витории — Sociedad Anonima Espanola de Automoviles Darracq со стартовым капиталом в 1 млн. песет.
В 1913 году Александр Дарракк продал компанию британскому финансовому магнату Оуэну Клеггу. В период Первой мировой войны заводы Дарракк были переориентированы на выпуск различной военной продукции. По окончании войны компания Дарракк приобрела британскую компанию Talbot и начала производила автомобили под маркой Talbot-Darracq (например, модель MH01 Talbot Darracq No 6-2). В 1920 году компания была реорганизована как часть конгломерата Sunbeam-Talbot-Darracq (STD). В 1935 году компания была приобретена группой Рутес (Rootes Group).
Даррак умер в 1931 году, а основанная им фирма продолжала выпускать автомобили под маркой «Даррак» до 1952 года.
В 1953 году выходит британский комедийный фильм Генри Корнелиуса — Genevieve, получивший награду британской киноакадемии (BAFTA) в 1954 году. В фильме снимался автомобиль Дарракк 1904 года, что вызвало повышенный интерес к коллекционированию и реставрации винтажных автомобилей.

## Автогонки
Компания начала участвовать в автогонках для привлечения внимания к своей продукции. 13 ноября 1904 года Поль Бэра (Paul Baras) установил на автомобиле Дарракк новый наземный рекорд скорости 168,22 км/ч в Остенде (Бельгия).
30 декабря 1905 года Виктор Эмери (Victor Hémery) разогнал свой Дарракк V8 Special до скорости 176,46 км/ч в Арле (Франция).
Модель V8 отправилась за океан — в Ормонд-бич Дэйтона, где показала очередной рекорд в 197,06 км/ч. Газеты назвали эту модель «Королевской скоростью 1906 года».
По возвращении в Европу машину купил Элджинон Ли Гиннесс, также установивший ряд рекордов до поломки машины в 1909 году. Модель V8 Special была реконструирована в 2005 году с восстановленным оригинальным двигателем.
Автомобили Дарракка выиграли кубок Вандербильта 1905 и 1906 года на Лонг-Айленде в Нью-Йорке и кубинскую гонку в Гаване 12 февраля 1906 года (победил француз Виктор Демого — Victor Demogeot 1)
Известными гонщиками на Дарракках были также Луи Шевроле (Louis Chevrolet),
Луи Вагнер (Louis Wagner) и Винченцо Флорио, основатель гонки Тарга Флорио (Targa Florio).

## Продукция
- Дорожные машины (1896 −1920):
  - Дарракк Тип C
  - Дарракк Тип K
  - Дарракк Тип X
  - Дарракк Тип SS 20/28
  - Дарракк C11
  - Дарракк V14
  - Дарракк Тип A 25CV
- Гоночная машина — Дарракк V8